# Миоко (остров)
Миоко (англ. Mioko) — остров в составе островов Дьюк-оф-Йорк, являющихся частью архипелага Бисмарка. Над островом распространяется суверенитет государства Папуа — Новая Гвинея. Административно относится к провинции Восточная Новая Британия региона Айлендс. Площадь 1,1 км², с превосходною гаванью.
В XIX веке на острове располагались многочисленные поселениями немецких торговых фирм.
Миокезами в Земле императора Вильгельма назывались все туземные рабочие с архипелага Бисмарка.